# Persone di nome Fausto
| Questa pagina contiene informazioni ricavate automaticamente dalle voci biografiche con l'ausilio del template Bio e di un bot. L'aggiornamento è periodico e automatico e ricostruisce completamente la pagina. Se manca una persona in questa lista, sei pregato di non aggiungerla, ma accertati piuttosto che la sua voce biografica contenga il template Bio e che i dati anagrafici siano correttamente compilati. Se il template Bio manca, inseriscilo tu stesso o, in alternativa, metti l'avviso {{tmp\|Bio}} che ne segnala la mancanza. Se i dati riportati sono sbagliati, correggi direttamente la voce biografica; le modifiche saranno visibili in questa lista entro pochi giorni. Per chiarimenti vedi il progetto antroponimi. La lista contiene solo le 192 persone che sono citate nell'enciclopedia e per le quali è stato implementato correttamente il template Bio. Pagina aggiornata al 22 lug 2025. |

Questa è una lista di persone presenti nell'enciclopedia che hanno il nome Fausto, suddivise per attività principale.

## Abati(1)
- Fausto di Riez, abate, vescovo e santo britannico (Riez)

## Allenatori di calcio(6)
- Fausto Borin, allenatore di calcio e ex calciatore italiano (Thiene, n. 1959)
- Fausto Budicin, allenatore di calcio e ex calciatore croato (Pola, n. 1981)
- Fausto Landini, allenatore di calcio e ex calciatore italiano (San Giovanni Valdarno, n. 1951)
- Fausto Parisi, allenatore di calcio italiano (Modena, n. 1881)
- Fausto Salsano, allenatore di calcio e ex calciatore italiano (Cava de' Tirreni, n. 1962)
- Fausto Silipo, allenatore di calcio e ex calciatore italiano (Catanzaro, n. 1949)

## Allenatori di calcio a 5(1)
- Fausto Scarpitti, allenatore di calcio a 5 e ex giocatore di calcio a 5 italiano (Isernia, n. 1975)

## Allenatori di pallavolo(1)
- Fausto Polidori, allenatore di pallavolo italiano (Città di Castello, n. 1949)

## Alpinisti(1)
- Fausto De Stefani, alpinista italiano (Asola, n. 1952)

## Ambasciatori(1)
- Fausto Cucchi Boasso, ambasciatore italiano (Milano, n. 1864 - Venezia, † 1937)

## Ambientalisti(1)
- Fausto Stefenelli, ambientalista e alpinista italiano (Trieste, n. 1905 - Pieve di Ledro, † 1989)

## Archeologi(1)
- Fausto Zevi, archeologo italiano (Roma, n. 1938)

## Architetti(2)
- Fausto Bagatti Valsecchi, architetto e avvocato italiano (Milano, n. 1843 - Milano, † 1914)
- Fausto Colombo, architetto e urbanista italiano (Milano, n. 1937 - Milano, † 2010)

## Archivisti(1)
- Fausto Fonzi, archivista e storico italiano (Milano, n. 1927 - Roma, † 2016)

## Arcivescovi cattolici(2)
- Fausto Caffarelli, arcivescovo cattolico italiano (Roma, n. 1595 - Santa Severina, † 1651)
- Fausto Gabriel Trávez Trávez, arcivescovo cattolico ecuadoriano (Toacaso, n. 1941)

## Artisti(2)
- Fausto Delle Chiaie, artista italiano (Roma, n. 1944)
- Fausto Roma, artista e scultore italiano (Ceccano, n. 1955)

## Attori(7)
- Fausto Cabra, attore e regista teatrale italiano (Brescia, n. 1979)
- Fausto Di Bella, attore italiano
- Fausto Guerzoni, attore italiano (Nonantola, n. 1904 - Roma, † 1967)
- Fausto Russo Alesi, attore e regista teatrale italiano (Palermo, n. 1973)
- Fausto Maria Sciarappa, attore e produttore cinematografico italiano (Verona, n. 1966)
- Fausto Tommei, attore e doppiatore italiano (Venezia, n. 1909 - Padova, † 1978)
- Fausto Tozzi, attore e sceneggiatore italiano (Roma, n. 1921 - Roma, † 1978)

## Aviatori(2)
- Fausto Balilla Albani, aviatore e militare italiano (Roma, n. 1917 - Pigna, † 2006)
- Fausto Pesci, aviatore e militare italiano (Roma - Fier, † 1916)

## Avvocati(2)
- Fausto Aphel, avvocato e prefetto italiano (Piacenza, n. 1850 - Roma, † 1931)
- Fausto Bisantis, avvocato e politico italiano (Gimigliano, n. 1909 - Catanzaro, † 1996)

## Baritoni(1)
- Fausto Ricci, baritono italiano (Viterbo, n. 1892 - Viterbo, † 1964)

## Bassisti(1)
- Fausto Branchini, bassista italiano (Lecco, n. 1952)

## Bobbisti(1)
- Fausto Soravia, ex bobbista italiano (Pieve di Cadore, n. 1949)

## Calciatori(27)
- Fausto Barbolini, calciatore italiano (Modena, n. 1907 - Ancona, † 1959)
- Fausto Batignani, calciatore uruguaiano (Montevideo, n. 1903 - Montevideo, † 1975)
- Fausto Bonelli, calciatore italiano (Novara, n. 1921 - Novara, † 2016)
- Fausto Braga, calciatore e allenatore di calcio italiano (Milano, n. 1921 - † 2009)
- Fausto Brancolini, calciatore italiano (Modena, n. 1902 - Modena, † 1962)
- Fausto Comar, calciatore italiano (Mariano del Friuli, n. 1912 - La Spezia, † 1987)
- Fausto Daolio, ex calciatore italiano (Guastalla, n. 1947)
- Fausto De Amicis, ex calciatore australiano (Melbourne, n. 1968)
- Fausto Denti, calciatore italiano (Piadena, n. 1924)
- Fausto Faglioni, calciatore italiano (Cavezzo, n. 1897 - Milano, † 1994)
- Fausto Pinto da Silva, ex calciatore brasiliano (São Paulo, n. 1937)
- Fausto dos Santos, calciatore brasiliano (Codó, n. 1905 - Santos Dumont, † 1939)
- Fausto Ghigliotti, calciatore italiano (Genova, n. 1876 - Genova, † 1942)
- Fausto Grillo, calciatore argentino (San Carlos de Bariloche, n. 1993)
- Fausto Klinger, ex calciatore ecuadoriano (n. 1953)
- Fausto Lazotti, calciatore italiano (Castelnuovo Magra, n. 1896)
- Fausto Lena, calciatore italiano (Galliate, n. 1933 - Novara, † 2013)
- Fausto Lourenço, ex calciatore portoghese (Miranda do Corvo, n. 1987)
- Fausto Lucarelli, calciatore argentino († 1968)
- Fausto Montero, calciatore argentino (Paraná, n. 1988)
- Fausto Pinto, ex calciatore messicano (Culiacán, n. 1983)
- Fausto Robustelli, calciatore svizzero (Lurate Caccivio, n. 1930 - † 2008)
- Fausto Rossi, calciatore italiano (Torino, n. 1990)
- Fausto Rossini, ex calciatore italiano (Grosseto, n. 1978)
- Fausto Tienza, calciatore spagnolo (Talavera la Real, n. 1990)
- Fausto Vera, calciatore argentino (Hurlingham, n. 2000)
- Fausto Vicino, ex calciatore italiano (Venezia, n. 1937)

## Cantanti(2)
- Fausto Cigliano, cantante, chitarrista e attore italiano (Napoli, n. 1937 - Roma, † 2022)
- Fausto Fawcett, cantante e scrittore brasiliano (Rio de Janeiro, n. 1957)

## Cantautori(5)
- Fausto Amodei, cantautore e ex politico italiano (Torino, n. 1934)
- Fausto Carpani, cantautore italiano (Budrio, n. 1946)
- Fausto Leali, cantautore italiano (Nuvolento, n. 1944)
- Fausto Rossi, cantautore italiano (Sacile, n. 1954)
- Edipo, cantautore italiano (Gavardo, n. 1978)

## Cardinali(1)
- Fausto Poli, cardinale e arcivescovo cattolico italiano (Usigni, n. 1581 - Orvieto, † 1653)

## Cardiologi(1)
- Fausto Rovelli, cardiologo italiano (Milano, n. 1918 - Milano, † 2021)

## Cavalieri(1)
- Fausto Puccini, cavaliere italiano (Roma, n. 1932 - Roma, † 2016)

## Ceramisti(1)
- Fausto Dal Pozzo, ceramista e antifascista italiano (Faenza, n. 1910 - Faenza, † 1997)

## Cestisti(3)
- Fausto Bargna, ex cestista italiano (Cantù, n. 1960)
- Fausto Sucena Rasga Filho, cestista brasiliano (San Paolo, n. 1929 - † 2007)
- Fausto Cisoto Giannecchini, ex cestista brasiliano (San Paolo, n. 1951)

## Chimici(3)
- Fausto Calderazzo, chimico italiano (Parma, n. 1930 - Pisa, † 2014)
- Fausto Delhuyar, chimico e mineralogista spagnolo (Logroño, n. 1755 - Madrid, † 1833)
- Fausto Sestini, chimico italiano (Campi Bisenzio, n. 1839 - Lucca, † 1904)

## Chitarristi(1)
- Fausto Mesolella, chitarrista, compositore e arrangiatore italiano (Caserta, n. 1953 - Macerata Campania, † 2017)

## Ciclisti su strada(5)
- Fausto Bertoglio, ex ciclista su strada italiano (Brescia, n. 1949)
- Fausto Dotti, ex ciclista su strada italiano (Brescia, n. 1968)
- Fausto Masnada, ciclista su strada italiano (Bergamo, n. 1993)
- Fausto Montesi, ciclista su strada italiano (Filottrano, n. 1912 - Jesi, † 1992)
- Fausto Stiz, ex ciclista su strada e dirigente sportivo italiano (Stans, n. 1952)

## Compositori(2)
- Fausto Razzi, compositore italiano (Roma, n. 1932 - Roma, † 2022)
- Fausto Romitelli, compositore italiano (Gorizia, n. 1963 - Milano, † 2004)

## Conduttori radiofonici(1)
- Fausto Terenzi, conduttore radiofonico, showman e disc jockey italiano (Milano, n. 1950)

## Criminali(1)
- Fausto Pellegrinetti, criminale italiano (Lecco, n. 1942)

## Critici letterari(2)
- Fausto Curi, critico letterario italiano (Nogara, n. 1930)
- Fausto Ghisalberti, critico letterario, filologo e medievista italiano (Lodi, n. 1892 - † 1975)

## Direttori d'orchestra(1)
- Fausto Cleva, direttore d'orchestra italiano (Trieste, n. 1902 - Atene, † 1971)

## Dirigenti d'azienda(1)
- Fausto Cereti, dirigente d'azienda italiano (Genova, n. 1931 - Roma, † 2025)

## Dirigenti sportivi(4)
- Fausto Inselvini, dirigente sportivo, allenatore di calcio e ex calciatore italiano (Travagliato, n. 1951)
- Fausto Maifredi, dirigente sportivo italiano (Milano, n. 1948)
- Fausto Pari, dirigente sportivo e ex calciatore italiano (Savignano sul Rubicone, n. 1962)
- Fausto Pizzi, dirigente sportivo, allenatore di calcio e ex calciatore italiano (Rho, n. 1967)

## Drammaturghi(1)
- Fausto Paravidino, drammaturgo, attore e regista italiano (Genova, n. 1976)

## Economisti(1)
- Fausto Vicarelli, economista italiano (Osimo, n. 1936 - Roma, † 1986)

## Educatori(1)
- Fausto Catani, educatore italiano (Roma, n. 1909 - Roma, † 1978)

## Fantini(1)
- Fausto Fiorucci, fantino italiano (Gubbio, n. 1951)

## Filologi(1)
- Fausto Cercignani, filologo, critico letterario e poeta italiano (Cagliari, n. 1941)

## Fondisti(1)
- Fausto Bormetti, ex fondista italiano (Bormio, n. 1965)

## Fondisti di corsa in montagna‎(1)
- Fausto Bonzi, fondista di corsa in montagna italiano (Dossena, n. 1961)

## Fotografi(1)
- Fausto Giaccone, fotografo e fotoreporter italiano (San Vincenzo, n. 1943)

## Fumettisti(2)
- Fausto Oneta, fumettista italiano (n. 1937 - † 2009)
- Fausto Vitaliano, fumettista, giornalista e scrittore italiano (Olivadi, n. 1962)

## Generali(1)
- Fausto Topete, generale e politico messicano (Álamos, n. 1888 - Mexicali, † 1952)

## Ginnasti(1)
- Fausto Acke, ginnasta e discobolo italiano (Roma, n. 1897 - Hollywood, † 1967)

## Giornalisti(6)
- Fausto Biloslavo, giornalista italiano (Trieste, n. 1961)
- Fausto Buoninsegni, giornalista e politico italiano (Roma, n. 1896)
- Fausto Coen, giornalista e saggista italiano (Mantova, n. 1914 - Roma, † 2006)
- Fausto De Luca, giornalista italiano (Napoli, n. 1928 - Roma, † 1984)
- Fausto Pajar, giornalista e scrittore italiano (Longarone, n. 1948 - Treviso, † 2024)
- Fausto Silva, giornalista, conduttore televisivo e conduttore radiofonico brasiliano (Porto Ferreira, n. 1950)

## Giuristi(2)
- Fausto Cuocolo, giurista, politico e banchiere italiano (Tortona, n. 1930 - Genova, † 2006)
- Fausto Pocar, giurista e giudice italiano (Milano, n. 1939)

## Ingegneri(3)
- Fausto Guiotto, ingegnere italiano (Venezia, n. 1839 - San Donà di Piave, † 1927)
- Fausto Masi, ingegnere italiano (n. 1904 - † 2000)
- Fausto Pepe, ingegnere e politico italiano (Benevento, n. 1963)

## Letterati(1)
- Fausto Veranzio, letterato, filosofo e storico dalmata (Sebenico, n. 1551 - Venezia, † 1617)

## Lunghisti(1)
- Fausto Frigerio, ex lunghista e ostacolista italiano (Vimercate, n. 1966)

## Medici(2)
- Fausto Rossano, medico, psichiatra e psicanalista italiano (Ercolano, n. 1946 - Napoli, † 2012)
- Fausto Tesio, medico italiano (Moncalieri, n. 1898 - Roma, † 1974)

## Militari(9)
- Fausto Beccalossi, militare italiano (Cellatica, n. 1915 - Cogull, † 1938)
- Fausto Beretta, militare e musicista italiano (Ferrara, n. 1898 - Mai Beles, † 1936)
- Fausto Cecconi, militare e aviatore italiano (Monterotondo, n. 1904 - Tirrenia, † 1931)
- Fausto Cornelio Silla, militare romano (Grecia, n. 86 a.C. - Tapso, † 46 a.C.)
- Fausto Fornaci, militare e aviatore italiano (Umbertide, n. 1917 - Lupia di Sandrigo, † 1945)
- Fausto Gamba, militare italiano (Brescia, n. 1917 - Dnjepropetrowsk, † 1942)
- Fausto Gambardella, militare e politico italiano (Napoli, n. 1868 - Venezia, † 1953)
- Fausto Lavizzari, militare e geografo italiano (Sondrio, n. 1893 - Krinovoje, † 1943)
- Fausto Vega Santander, militare e aviatore messicano (Tuxpan, n. 1923 - Luzon, † 1945)

## Musicisti(1)
- Fausto Ferraiuolo, musicista italiano (Napoli, n. 1965)

## Musicologi(1)
- Fausto Torrefranca, musicologo italiano (Vibo Valentia, n. 1883 - Roma, † 1955)

## Partigiani(1)
- Fausto Simonetti, partigiano italiano (Palmiano, n. 1921 - Ascoli Piceno, † 1944)

## Patrioti(1)
- Fausto Filzi, patriota italiano (Capodistria, n. 1891 - Monte Zebio, † 1917)

## Pianisti(1)
- Fausto Di Cesare, pianista, direttore d'orchestra e docente italiano (L’Aquila, n. 1943)

## Piloti automobilistici(1)
- Fausto Ippoliti, pilota automobilistico italiano (Roma, n. 1979)

## Piloti motociclistici(2)
- Fausto Gresini, pilota motociclistico e dirigente sportivo italiano (Imola, n. 1961 - Bologna, † 2021)
- Fausto Ricci, pilota motociclistico italiano (Ravenna, n. 1961)

## Pittori(6)
- Fausto Antonioli, pittore italiano (Bergamo, n. 1814 - Udine, † 1882)
- Fausto Battelli, pittore e fotoreporter italiano (Roma, n. 1934 - Roma, † 2018)
- Fausto Maria Liberatore, pittore e politico italiano (Lucca, n. 1922 - Lido di Camaiore, † 2004)
- Fausto Pirandello, pittore italiano (Roma, n. 1899 - Roma, † 1975)
- Fausto Vagnetti, pittore italiano (Anghiari, n. 1876 - Roma, † 1954)
- Fausto Zonaro, pittore italiano (Masi, n. 1854 - Sanremo, † 1929)

## Poeti(3)
- Fausto Maria Martini, poeta, drammaturgo e critico letterario italiano (Roma, n. 1886 - Roma, † 1931)
- Fausto Salvatori, poeta e librettista italiano (Roma, n. 1870 - Roma, † 1929)
- Fausto Valsecchi, poeta e traduttore italiano (Lecco, n. 1890 - Lecco, † 1914)

## Politici(22)
- Albino, politico romano
- Fausto Andreani, politico e avvocato italiano (Perugia, n. 1893 - Perugia, † 1965)
- Fausto Atti, politico e rivoluzionario italiano (Bologna, n. 1900 - Trebbo di Reno, † 1945)
- Fausto Bocchi, politico e partigiano italiano (Vezzano Ligure, n. 1920 - Parma, † 1986)
- Fausto Cornelio Silla Felice, politico romano (n. 22 - Marsiglia, † 62)
- Fausto Cornelio Silla, politico romano
- Fausto Cò, politico e avvocato italiano (Piacenza, n. 1950)
- Fausto De Angelis, politico italiano (Vibo Valentia, n. 1973)
- Fausto Del Ponte, politico italiano (Pieve Vergonte, n. 1924 - Pieve Vergonte, † 2012)
- Fausto Fadda, politico italiano (Sassari, n. 1941)
- Fausto Giovanelli, politico italiano (Castelnovo Monti, n. 1951)
- Fausto Gullo, politico italiano (Catanzaro, n. 1887 - Macchia di Spezzano Piccolo, † 1974)
- Fausto Lio, politico italiano († 1995)
- Fausto Longo, politico italiano (Amparo, n. 1952)
- Fausto Marchetti, politico italiano (Carrara, n. 1937 - Carrara, † 2017)
- Fausto Massimini, politico italiano (Brescia, n. 1859 - Visano, † 1908)
- Fausto Merchiori, politico italiano (Bologna, n. 1942)
- Fausto Orsomarso, politico italiano (Cosenza, n. 1971)
- Fausto Pecorari, politico italiano (Trieste, n. 1902 - Trieste, † 1966)
- Fausto Samuele Quilleri, politico e ingegnere italiano (Crema, n. 1922 - † 2001)
- Fausto Raciti, politico italiano (Ragusa, n. 1984)
- Fausto Vigevani, politico e sindacalista italiano (Coli, n. 1939 - Roma, † 2003)

## Poliziotti(2)
- Fausto Cossu, carabiniere e partigiano italiano (Tempio Pausania, n. 1914 - Piacenza, † 2005)
- Fausto Dionisi, poliziotto italiano (Acquapendente, n. 1954 - Firenze, † 1978)

## Produttori cinematografici(1)
- Fausto Saraceni, produttore cinematografico, regista e sceneggiatore italiano (Roma, n. 1920 - Roma, † 2000)

## Registi(1)
- Fausto Brizzi, regista, sceneggiatore e produttore cinematografico italiano (Roma, n. 1968)

## Sassofonisti(1)
- Fausto Papetti, sassofonista italiano (Viggiù, n. 1923 - Sanremo, † 1999)

## Sciatori alpini(1)
- Fausto Radici, sciatore alpino italiano (Bergamo, n. 1953 - Peia, † 2002)

## Scrittori(1)
- Fausto Gianfranceschi, scrittore e giornalista italiano (Roma, n. 1928 - Roma, † 2012)

## Scultori(1)
- Fausto Melotti, scultore, pittore e musicista italiano (Rovereto, n. 1901 - Milano, † 1986)

## Sociologi(1)
- Fausto Colombo, sociologo italiano (Milano, n. 1955 - Monza, † 2025)

## Sollevatori(1)
- Fausto Tosi, ex sollevatore italiano (Verona, n. 1962)

## Stilisti(1)
- Fausto Sarli, stilista italiano (Napoli, n. 1927 - Roma, † 2010)

## Storici(2)
- Fausto di Bisanzio, storico armeno
- Fausto Nicolini, storico, scrittore e critico letterario italiano (Napoli, n. 1879 - Napoli, † 1965)

## Tennisti(1)
- Fausto Gardini, tennista italiano (Milano, n. 1930 - Forte dei Marmi, † 2008)

## Teologi(1)
- Fausto Sozzini, teologo italiano (Siena, n. 1539 - Lusławice, † 1604)

## Umanisti(2)
- Fausto Andrelini, umanista italiano (Forlì - Parigi, † 1519)
- Fausto Sabeo, umanista, poeta e scrittore italiano (Chiari - Roma, † 1559)

## Vescovi(1)
- Fausto di Milevi, vescovo romano

## Vescovi cattolici(1)
- Fausto Tardelli, vescovo cattolico italiano (Lucca, n. 1951)

## Senza attività specificata(2)
- Fausto Bertinotti, ex politico e sindacalista italiano (Milano, n. 1940)
- Fausto Cerentin, sciatore d'erba italiano (Belluno, n. 1973)